# Listă de filme de groază din 1989
Aceasta este o listă de filme de groază din 1989.
| Titlu                                            | Regizor                         | Distribuție                                                  | Țara                                                                                        | Note            |
| ------------------------------------------------ | ------------------------------- | ------------------------------------------------------------ | ------------------------------------------------------------------------------------------- | --------------- |
| 976-EVIL                                         | Robert Englund                  | Stephen Geoffreys, Jim Metzler, Patrick O'Bryan              | Statele Unite ale Americii                                                                  | [ 1 ]           |
| After Midnight                                   | Jim Wheat, Ken Wheat            | Jillian McWhirter, Pamela Segall, Nadine Van Der Velde       | Statele Unite ale Americii                                                                  | [ 2 ]           |
| Amityville 4: The Evil Escapes                   | Sandor Stern                    | Robert Alan Browne                                           | Statele Unite ale Americii                                                                  | Television film |
| Beasties                                         | Steven Paul Contreras           | Denise Mora, Hector Yanez, Brenda Stubbe                     | Statele Unite ale Americii                                                                  |                 |
| Beware! Children at Play                         | Mik Cribben                     | Robin Lilly, Lori Tirgrath, Jamie Krause                     | Statele Unite ale Americii                                                                  | [ 4 ]           |
| Beyond the Door III                              | Jeff Kwitny                     | Mary Kohnert, Bo Svenson, Victoria Zinny                     | Statele Unite ale Americii                                                                  | [ 5 ]           |
| Black Past                                       | Olaf Ittenbach                  | Andrea Arbter, Andre Stryi, Sonja Berg                       | Germania                                                                                    |                 |
| Black Rainbow                                    | Mike Hodges                     | Rosanna Arquette, Jason Robards, Tom Hulce                   | Regatul Unit al Marii Britanii și al Irlandei de Nord · Statele Unite ale Americii          | Television film |
| Edgar Allan Poe's: Buried Alive                  | Gérard Kikoïne                  | Donald Pleasence, Karen Witter, John Carradine               | Statele Unite ale Americii                                                                  | [ 6 ]           |
| The Carpenter                                    | David Wellington                | Wings Hauser                                                 | Canada                                                                                      | [ 7 ]           |
| The Cellar                                       | Kevin S. Tenney                 | Patrick Kilpatrick                                           | Statele Unite ale Americii                                                                  | [ 8 ]           |
| Chopper Chicks in Zombietown                     | Dan Hoskins                     | Jamie Rose, Don Calfa, Catherine Carlin                      | Statele Unite ale Americii                                                                  |                 |
| C.H.U.D. II: Bud the C.H.U.D.                    | David Irving                    | Brian Robbins, Bill Calvert                                  | Statele Unite ale Americii                                                                  | [ 9 ]           |
| The Church                                       | Michele Soavi                   | Hugh Quarshie, Asia Argento, Tomas Arana                     | Italia                                                                                      | [ 10 ]          |
| Clownhouse                                       | Victor Salva                    | Nathan Forrest Winters, Brian McHugh                         | Statele Unite ale Americii                                                                  | [ 11 ]          |
| Cutting Class                                    | Rospo Pallenberg                | Donovan Leitch, Jill Schoelen, Brad Pitt                     | Statele Unite ale Americii                                                                  | [ 12 ]          |
| The Dead Next Door                               | J.R. Bookwalter                 | Scott Spiegel, Maria Markovic, Bogdan Pecic                  | Statele Unite ale Americii                                                                  | [ 13 ]          |
| The Death King                                   | Jörg Buttgereit                 | Bela B., Susanne Betz, Hille Saul                            | Germania                                                                                    | [ 14 ]          |
| Deceit                                           | Albert Pyun                     | Norbert Weisser, Diane Defoe, Christian Andrews              | Statele Unite ale Americii                                                                  |                 |
| Don't Panic                                      | Rubén Galindo Jr.               | Jon Michael Bischof, Gabriela Hassel, Helena Rojo            | Mexic · Statele Unite ale Americii                                                          | [ 15 ]          |
| Dr. Caligari                                     | Stephen Sayadian                | Madeleine Reynal, Fox Harris                                 | Statele Unite ale Americii                                                                  | [ 16 ]          |
| Edge of Sanity                                   | Gerard Kikoine                  | Anthony Perkins, Glynis Barber, Sarah Maur-Thorp             | Regatul Unit al Marii Britanii și al Irlandei de Nord · Statele Unite ale Americii          | [ 17 ]          |
| Edge of the Axe                                  | José Ramón Larraz               | Barton Faulks, Christina Marie Lane, Page Mosely             | Spania · Statele Unite ale Americii                                                         | [ 18 ]          |
| Elves                                            | Jeffrey Mandel                  | Dan Haggerty, Deanna Lund, Ken Carpenter                     | Statele Unite ale Americii                                                                  | [ 19 ]          |
| Family Reunion                                   | Michael Hawes                   | A.J. Woods, John Andes, Pam Phillips                         | Statele Unite ale Americii                                                                  | [ 20 ]          |
| Flesh Eating Mothers                             | James Aviles Martin             | Ramiro Oliveros, Donatella Hecht, Neal Rosen                 | Statele Unite ale Americii                                                                  | [ 21 ]          |
| Freakshow                                        | Constantino Magnatta            | Timm Zemanek, Dean Richards Wiancko, Audrey Landers          | Canada                                                                                      | [ 22 ]          |
| Friday the 13th Part VIII: Jason Takes Manhattan | Rob Hedden                      | Jensen Daggett, Scott Reeves, Mark Richman                   | Statele Unite ale Americii                                                                  | [ 23 ]          |
| From the Dead of Night                           | Paul Wendkos                    | Lindsay Wagner, Bruce Boxleitner                             | Statele Unite ale Americii                                                                  | Television film |
| Grandmother's House                              | Nico Mastorakis                 | Kim Valentine, Eric Foster, Len Lesser                       | Statele Unite ale Americii                                                                  |                 |
| Grim Prairie Tales                               | Wayne Coe                       | James Earl Jones, Brad Dourif                                | Statele Unite ale Americii                                                                  | [ 25 ]          |
| Halloween 5: The Revenge of Michael Myers        | Dominique Othenin-Girard        | Donald Pleasence, Danielle Harris, Ellie Cornell, Beau Starr | Statele Unite ale Americii                                                                  | [ 26 ]          |
| Headhunter                                       | Francis Schaeffer               | Wayne Crawford, Kay Lenz, Steve Kanaly                       | Statele Unite ale Americii · Africa de Sud                                                  | [ 27 ]          |
| Hellgate                                         | William A. Levey                | Ron Palillo, Abigail Wolcott                                 | Statele Unite ale Americii                                                                  | [ 28 ]          |
| High Desert Kill                                 | Harry Falk                      | Anthony Geary, Marc Singer, Micah Grant                      | Statele Unite ale Americii                                                                  | Television film |
| The Horror Show                                  | James Isaac                     | Lance Henriksen, Brion James, Rita Taggart                   | Statele Unite ale Americii                                                                  | [ 29 ]          |
| Killer Crocodile                                 | Fabrizio De Angelis             | Sherrie Rose, Van Johnson, Ann Douglas                       | Italia                                                                                      |                 |
| The House of Clocks                              | Lucio Fulci                     | Carla Cassola, Al Cliver                                     | Italia                                                                                      | [ 30 ]          |
| Lobster Man from Mars                            | Stanley Sheff                   | Diana Frank, Ava Fabian, Deborah Foreman                     | Statele Unite ale Americii                                                                  |                 |
| Howling V: The Rebirth                           | Neal Sundstrom                  | Philip Davis, Victoria Catlin, Elizabeth She                 | Statele Unite ale Americii                                                                  | [ 31 ]          |
| I, Madman                                        | Tibor Takács                    | Jenny Wright, Clayton Rohner                                 | Statele Unite ale Americii                                                                  | [ 32 ]          |
| Intruder                                         | Scott Spiegel                   | Elizabeth Cox, Renée Estevez, Dan Hicks                      | Statele Unite ale Americii                                                                  | [ 33 ]          |
| Las Vegas Bloodbath                              | David Schwartz                  | Ari Levin, Rebecca Gandara, Jerry Raganesi                   | Statele Unite ale Americii                                                                  |                 |
| Leviathan                                        | George Pan Cosmatos             | Peter Weller, Richard Crenna, Amanda Pays                    | Statele Unite ale Americii · Italia                                                         | [ 34 ]          |
| Maya                                             | Marcello Avallone               | William Berger, Peter Phelps, Mariangélica Ayala             | Italia                                                                                      |                 |
| Metamorphosis: The Alien Factor                  | Glenn Takajian                  | Diana Flaherty, Marcus Powell, Tara Leigh                    | Statele Unite ale Americii                                                                  |                 |
| Monster High                                     | Rudy Poe                        | Diana Frank, Robert Lind, Doug Kerzner                       | Statele Unite ale Americii                                                                  | [ 35 ]          |
| Murder Weapon                                    | Ellen Cabot                     | Karen Russell, Allen First, Linnea Quigley                   | Statele Unite ale Americii                                                                  |                 |
| Mutator                                          | John R. Bowey                   | Brion James, Carolyn Ann Clark, Milton Raphael Murill        | Statele Unite ale Americii                                                                  |                 |
| Night Life                                       | David Acomba                    | Scott Grimes, John Astin, Cheryl Pollak                      | Statele Unite ale Americii                                                                  | [ 36 ]          |
| A Nightmare on Elm Street 5: The Dream Child     | Stephen Hopkins                 | Robert Englund, Lisa Wilcox, Kelly Minter                    | Statele Unite ale Americii                                                                  | [ 37 ]          |
| Night Visitor                                    | Rupert Hitzig                   | Elliott Gould, Richard Roundtree, Michael J. Pollard         | Statele Unite ale Americii                                                                  | [ 38 ]          |
| Offerings                                        | Christopher Reynolds            | Loretta Leigh Bowman, Elizabeth Greene, G. Michael Smith     | Statele Unite ale Americii                                                                  | [ 39 ]          |
| Out of the Dark                                  | Michael Schroeder               | Karen Witter, Lynn Danielson-Rosenthal, Karen Black          | Statele Unite ale Americii                                                                  |                 |
| Paganini Horror                                  | Luigi Cozzi                     | Daria Nicolodi, Jasmine Maimone, Pascal Persiano             | Italia                                                                                      |                 |
| Parents                                          | Bob Balaban                     | Randy Quaid, Mary Beth Hurt                                  | Statele Unite ale Americii                                                                  | [ 40 ]          |
| Pet Sematary                                     | Mary Lambert                    | Dale Midkiff, Fred Gwynne, Denise Crosby                     | Statele Unite ale Americii                                                                  | [ 41 ]          |
| Phantom of the Mall: Eric's Revenge              | Richard S. Friedman             | Morgan Fairchild, Derek Rydall, Jonathan Goldsmith           | Statele Unite ale Americii                                                                  | [ 42 ]          |
| Puppet Master                                    | David Schmoeller                | Paul Le Mat, Irene Miracle, Matt Roe                         | Statele Unite ale Americii                                                                  | [ 43 ]          |
| Shocker                                          | Wes Craven                      | Peter Berg, Michael Murphy, Mitch Pileggi                    | Statele Unite ale Americii                                                                  | [ 44 ]          |
| Silent Night, Deadly Night 3: Better Watch Out!  | Monte Hellman                   | Bill Moseley, Laura Harring, Richard Beymer                  | Statele Unite ale Americii                                                                  | [ 45 ]          |
| Skinned Alive                                    | Jon Killough                    | J.R. Bookwalter, Lester Clark                                | Statele Unite ale Americii                                                                  | [ 46 ]          |
| Sleepaway Camp III: Teenage Wasteland            | Michael A. Simpson              | Pamela Springsteen, Tracy Griffith, Michael J. Pollard       | Statele Unite ale Americii                                                                  | [ 47 ]          |
| Society                                          | Brian Yuzna                     | Billy Warlock, Devin DeVasquez, Evan Richards                | Statele Unite ale Americii                                                                  | [ 48 ]          |
| Spontaneous Combustion                           | Tobe Hooper                     | Jaime Alba, Cynthia Bain                                     | Statele Unite ale Americii                                                                  | [ 49 ]          |
| Stepfather II                                    | Jeff Burr                       | Terry O'Quinn, Meg Foster, Caroline Williams                 | Statele Unite ale Americii                                                                  | [ 50 ]          |
| Stuff Stephanie in the Incinerator               | Don Nardo                       | Catherine Dee, William Dame, M.R. Murphy                     | Statele Unite ale Americii                                                                  |                 |
| The Suckling                                     | Francis Teri                    | Marie Michaels, Frank Rivera, Gerald Preger                  | Statele Unite ale Americii                                                                  | [ 51 ]          |
| Tetsuo: The Iron Man                             | Shinya Tsukamoto                | Tomorowo Taguchi, Kei Fujiwara, Shinya Tsukamoto             | Japonia                                                                                     | [ 52 ]          |
| Things                                           | Andrew Jordan                   | Robert (Tex) Allen, Amber Lynn, Patricia Sadler              | Statele Unite ale Americii                                                                  | [ 53 ]          |
| Vampire's Kiss                                   | Robert Bierman                  | Nicolas Cage, María Conchita Alonso, Jennifer Beals          | Statele Unite ale Americii                                                                  | [ 54 ]          |
| The Vineyard                                     | James Hong, William "Bill" Rice | Cheyl Madsen, Karen Witter, Michael Wong                     | Statele Unite ale Americii · Canada                                                         | [ 55 ]          |
| Warlock                                          | Steve Miner                     | Julian Sands, Lori Singer, Richard E. Grant                  | Statele Unite ale Americii                                                                  |                 |
| Whispers                                         | Douglas Jackson                 | Victoria Tennant, Chris Sarandon                             | Statele Unite ale Americii · Regatul Unit al Marii Britanii și al Irlandei de Nord · Canada | [ 56 ]          |
| Wicked Stepmother                                | Larry Cohen                     | Bette Davis, David Rasche, Lori Singer                       | Statele Unite ale Americii                                                                  | [ 57 ]          |
| The Woman in Black                               | Herbert Wise                    | Adrian Rawlins, Bernard Hepton, David Daker                  | Regatul Unit al Marii Britanii și al Irlandei de Nord                                       | [ 58 ]          |